# Мешовита артиљеријска бригада
Мешовита артиљеријска бригада (МАБР) је настала у склопу организацијских промена у Војсци Србије, 4. јуна 2007. године. Састоји од командног, два топовско-хаубичка, два топовска, једног мешовитог ракетног артиљеријског дивизиона и логистичког батаљона.
Команда и јединице Мешовите артиљеријске бригаде налазе се у Нишу. Командант Мешовите артиљеријске бригаде је пуковник Дејан Новаковић.

## Историјат
Мешовита артиљеријска бригада негује традиције Артиљеријске бригаде, формиране 17. марта 1945. године у Лозници, у саставу 22. ударне дивизије Народно ослободилачке војске Југославије.
Од 1988. године носила је назив 203. мабр. Од свог формирања била је лоцирана у Нишу, а 1996. године врши предислокацију у Алексинац, а од 2007. године у Нишу, где се и данас налази.
Током организацијских промена, у састав бригаде ушао је и мешовити артиљеријски дивизион из Руме.

## Организација и структура
Мешовита артиљеријска бригада се састоји из команде МАБ-а, комнади дивизиона, 5 дивизиона и једног батаљона, тј.:
- Команда МАБ-а
- Командни дивизион
- 1. топовско-хаубички артиљеријски дивизион
- 2. топовско-хаубички артиљеријски дивизион
- 3. топовски артиљеријски дивизион
- 4. топовски артиљеријски дивизион
- Мешовити ракетноартиљеријски дивизион
- 69. Логистички батаљон

## Задаци
Задаци Мешовите артиљеријске бригаде су:
- изградња и одржавање оперативне способности за извршавање задатака у оквиру мисија Војске Србије,
- обучавање и увежбавање команди и јединица за извршење наменских задатака,
- припрема и ангажовање јединица за пружање помоћи цивилним властима у санацији последица евентуалних природних непогода и катастрофа.

## Наоружање
Наоружање којим располаже Мешовита артиљеријска бригада:
- самоходни вишецевни лансер ракета СВЛР 262 mm „ОРКАН“,
- самоходни вишецевни лансер ракета СВЛР 128 mm М 77 „ОГАЊ“,
- топ хаубица 152 mm М 84 „НОРА“,
- топ 130 mm М46,
- пешадијско наоружање

## Обука
У јединицама бригаде изводи се стручноспецијалистичка обука припадника рода артиљерије свих специјалности.